# شهرستان اماتول
شهرستان اماتول (به لاتین: Amathole District Municipality) یک سکونتگاه مسکونی در آفریقای جنوبی است که در کیپ شرقی واقع شده‌است.